# 君は僕のもの
『君は僕のもの』（原題:Every Breath You Take）は2021年に公開されたアメリカ合衆国のスリラー映画。監督はヴォーン・スタイン、主演はケイシー・アフレックが務めた。本作は日本国内で劇場公開されなかったが、Netflixでの配信が行われている。

## あらすじ
精神科医のフィリップは妻（グレース）や娘（ルーシー）と一緒に暮らしていたが、不慮の事故で息子を亡くしてからというもの、かつての団欒は跡形もなかった。そんなある日、フィリップの下に患者の1人（ダフネ）が自殺したとの一報が飛び込んできた。治療が順調に進んでいるという自信があっただけに、この一件はフィリップにとって大きなショックであった。ほどなくして、ダフネの兄、ジェームズがフィリップの自宅を訪ねてきた。フィリップが突然の訪問に困惑する一方、ジェームズを不憫に思ったグレースは彼を夕食の席に招いた。
それからというもの、ジェームズは何かとグレースやルーシーに会いに来るようになった。フィリップはそんなジェームズに薄ら寒いものを感じていたが、その予感は最悪な形で的中してしまうのだった。

## キャスト
※括弧内は日本語吹替。
- フィリップ：ケイシー・アフレック（内田夕夜）
- ジェームズ：サム・クラフリン（田村真）
- ヴァネッサ・ファニング博士：ヴェロニカ・フェレ（高島雅羅）
- グレース：ミシェル・モナハン（渡辺明乃）
- ダフネ：エミリー・アリン・リンド（三木美）
- ルーシー：インディア・アイズリー（潘めぐみ）
- トス博士：ヒロ・カナガワ（浅科准平）
- スチュアート・ファニング：ヴィンセント・ゲイル（堀総士郎）
- リリー・ファニング：リリー・クラッグ（櫻庭有紗）
- エヴァン：ブレンダン・サンダーランド（角倉英里子）
- 男性看護師：キーオン・クラーク（赤坂柾之）
- 警部：ダニエル・ベーコン（田島章寛）
- 女性患者1：ニッキー・シュトイデル（井上明子）
- 女性患者2：ソヘイラ・ヴァタンドースト（塙英子）
- 男性患者：クリストファー・ローガン（石黒史剛）

日本語吹替スタッフ　翻訳：五十嵐薫、演出：羽田野千賀子、録音助手：木村結香、録音・調整：榎本愼一

## 製作
2012年6月22日、新作映画『You Belong to Me』の監督にロブ・ライナーが起用されたとの報道があった。10月31日、ハリソン・フォードとザック・エフロンの起用が発表されたが、それ以降パタリと続報が途絶えた。
2019年10月31日、企画が再始動することになり、ケイシー・アフレック、サム・クラフリン、ミシェル・モナハン、ヴェロニカ・フェレの出演が決まると共に、クリスティン・ジェフズが監督に起用されたと報じられた。その際、本作のタイトルは『You Belong to Me』から『Every Breath You Take』に変更された。12月10日、降板することになったジェフズの後任として、ヴォーン・スタインが本作の監督を務めることになった。同月、本作の主要撮影がカナダのバンクーバーで始まった。

## 公開・マーケティング
2021年3月8日、ヴァーティカル・エンターテインメントが本作の全米配給権を獲得したと報じられた。13日、本作のオフィシャル・トレイラーが公開された。

## 評価
本作は批評家から酷評されている。映画批評集積サイトのRotten Tomatoesには31件のレビューがあり、批評家支持率は19%、平均点は10点満点で4.2点となっている。サイト側による批評家の見解の要約は「Aクラスの才能を揃えたにも拘わらず、『君は僕のもの』はありふれたサイコスリラー映画になってしまった。」となっている。また、Metacriticには7件のレビューがあり、加重平均値は32/100となっている。